# غريفينتاون (مونتريال)
غريفينتاون (بالإنجليزية: Griffintown) هو حي تاريخي في مدينة مونتريال، كيبيك، يقع جنوب غرب وسط المدينة. نشأ هذا الحي في عشرينيات القرن التاسع عشر واستمر كحي سكني نشط حتى ستينيات القرن العشرين، وكان يسكنه في الغالب مهاجرون إيرلنديون وأحفادهم. ومنذ ذلك الحين، تراجع عدد السكان بشكل كبير، لكن الحي يشهد عملية إعادة تطوير منذ أوائل العقد الثاني من القرن الحادي والعشرين.
غريفينتاون هي الجزء من دائرة سانت آن (St. Ann) الواقعة شمال قناة لاشين (Lachine Canal)، أما الجزء الواقع جنوب القناة فهو يُعد اليوم جزءاً من حي بوينت سان شارل (Pointe-Saint-Charles). وقد كان هذا الجزء من الدائرة محصوراً بين شارع نوتردام (Notre-Dame Street) من الشمال، وطريق بونافانتور السريع (Bonaventure Expressway) من الشرق، ومقطع قصير من حدود المدينة بين شارع نوتردام والقناة غرب قناطر سانت غابرييل (St. Gabriel Locks) من الغرب. يُعتبر هذا الحي أول وأكبر ضاحية تم ضمّها إلى مونتريال القديمة قبل إدخال عربات الترام في أربعينيات القرن التاسع عشر.